# Johann von Capua

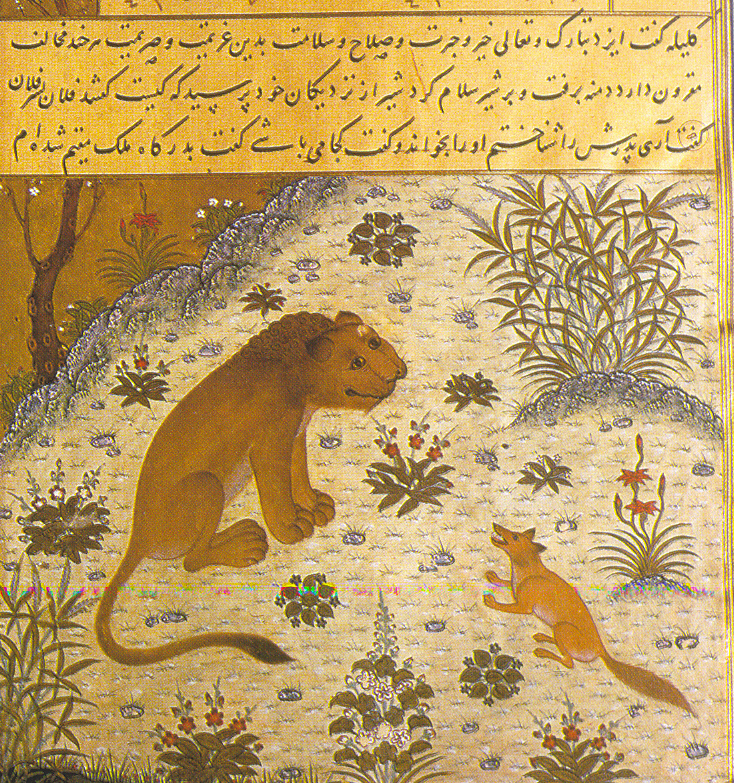
Seite aus dem Buch Kalila und Dimna, pers. Ms, 15. Jh.

Johann von Capua, auch Giovanni da Capua, (* um 1250 in Capua; † um 1310 in Rom) war ein zum Christentum konvertierter jüdischer Autor des 13. Jahrhunderts.

## Leben
Er trat vor allem als Übersetzer aus dem Hebräischen ins Lateinische hervor. So übersetzte er z. B. zwischen 1262 und 1278 das Fabelbuch Kalila und Dimna ins lateinische Directorium humanae vitae alias Parabolae antiquorum sapientium (Deutsch von Antonius von Pforr: Beispiele der alten Weisen, Druck um 1482).